# 堀浩哉
堀 浩哉（ほり こうさい、1947年9月28日 - ）は、日本の画家。多摩美術大学名誉教授。富山県高岡市生まれ。

## 人物
主にキャンバスを支持体に、アクリル絵具、油絵具、岩絵具、和紙、オイルスティック、箔などを使った絵画作品を制作している。作家活動を始めた当初より、パフォーマンスも平行して行う。ユニット「堀浩哉＋堀えりぜ」で活動するほか、NTTインターコミュニケーション・センター学芸員の畠中実も加わった「ユニット00」名義で活動していた時期もある。
1977年にパリ青年ビエンナーレ、1984年にはベニスビエンナーレの日本代表の1人として参加。
富山県立高岡高等学校卒業。1966年に上京。多摩美術大学の受験に失敗するも1年浪人ののち、1967年に入学
。学生運動が盛んであった当時、美術大学における学生組織「美術家共闘会議（美共闘）」を立ち上げ、議長を務めた。当時多摩美術大学の学生だった刀根康尚、彦坂尚嘉、宮本隆司、石内都、山中信夫らが参加。入学した翌年に学生運動の責任を取って大学を除籍された。1971年に「美共闘Revolution」を結成
。2002年に多摩美術大学美術学部絵画学科の教授に招聘され、その後13年間学生への指導にあたった。2014年退官記念展「堀浩哉展　起源」が多摩美術大学美術館で開催。2015年に退官し、同大学名誉教授。
文筆活動にも積極的で東北学に「美術という現場から」と題してVol.3からエッセイを連載している。

## 主な個展
- 1971年　個展（スペース・ラブ・ヘアー、東京）
- 1984年　個展（ギャラリーナンヌ・シュテルン、パリ、フランス）
- 1991年 「近作展」（国立国際美術館、大阪）、「目黒名画座」（目黒区美術館、東京）
- 1996年 「堀浩哉展—風の眼」（高岡市美術館、富山）
- 2000年 「堀浩哉—風・空気・記憶」（町立久万美術館、愛媛）
- 2007年　個展（ギャラリー山口、東京）
- 2008年 「HORI KOSAI」（GALLERY A story、ソウル／釜山、韓国）
- 2010年 「HORI KOSAI」（SPACE HONGJJE、ソウル／GALLERY604、釜山、韓国）
- 2014年 「起源—堀浩哉」(多摩美術大学美術館、東京)
- 2015年 「堀浩哉展-滅びと再生の庭」(3331 Arts Chiyoda、東京)、「滅びと再生の庭」（ミヅマアートギャラリー、東京）

## 主なグループ展
- 1967年　自己埋葬儀式（銀座路上、東京）
- 1969年 「第９回現代日本美術展」（東京都美術館、京都市美術館）
- 1975年 「第10回ジャパン・アート・フェスティバル」（上野の森美術館、東京、オーストラリア、ニュージーランドへ巡回）
- 1977年 「第10回パリ青年ビエンナーレ」（パリ市立近代美術館、フランス）
- 1980年 「第１回ハラ・アニュアル｀80年代への展望」（原美術館、東京）
- 1984年 「第41回ベニスビエンナーレ」（イタリア）
- 1989年 「ユーロパリア・ジャパン｀89」（ゲント現代美術館、ベルギー）
- 1992年 「70年代日本の前衛」（ボローニャ市立近代美術館、イタリア）
- 1995年 「今日の日本」（ルイジアナ近代美術館、デンマーク他巡回）
- 1997年 「韓・中・日現代美術展」（大邱文化センター、韓国）
- 1998年 「釜山国際アートフェスティバル」（釜山市立美術館、韓国）
- 1999年 「グローバル・コンセプチュアリズム」（クイーンズ美術館、アメリカ）
- 2001年 「センチュリー・シティー」（テート・モダン、イギリス）
- 2002年 「開館記念・熊本国際美術展ATTITUDE」（熊本市現代美術館）
- 2003年 「越後妻有アートトリエンナーレ」（新潟）
- 2004年 「四批評の交差」（多摩美術大学美術館、東京）
- 2010年 「中・日現代美術展」（釜山市立美術館、韓国）
- 2012年 「会津・漆の芸術祭-地の記憶　未来へ」（会津若松市、喜多方市、福島）
- 2013年 「ミニマル／ポストミニマル-1970年代以降の絵画と彫刻」（宇都宮美術館、栃木）